# Bobby Valentino
Bobby V, właśc. Bobby Wilson, (ur. 27 lutego 1980 w Jackson) – amerykański piosenkarz R&B. Wydał cztery albumy studyjne Bobby Valentino (2005), Special Occasion (2007), The Rebirth (2009), Fly On The Wall (2011) i album EP Come With Me (2008).

## Albumy
- 2005: Bobby Valentino
- 2007: Special Occasion
- 2008: Come With Me (EP)
- 2009: The Rebirth
- 2011: Fly On The Wall

## Single
- 2005: "Slow Down"
- 2005: "Tell Me" (feat. Lil Wayne)
- 2005: "My Angel"
- 2006: "Turn The Page"
- 2007: "Anonymous" (feat. Timbaland)
- 2007: "Rearview (Ridin)" (feat. Ludacris)
- 2008: "Beep"
- 2009: "Hands On Me"
- 2010: "Phone #" (feat. Plies)
- 2010: "Words"
- 2011: "Rock Wit' Cha"
- 2011: "Grab Somebody" (feat. Twista)

## Występy gościnne
- 2005: "Pimpin' All Over The World" (Ludacris feat. Bobby Valentino & Bobby C - (bobo))
- 2007: "Accorde-Moi" (Leslie feat. Bobby Valentino)
- 2008: "Mrs. Officer" (Lil Wayne feat. Bobby Valentino, (Produced By Wyclef Jean))